# Краевая партия Литвы и Беларуси
Краевая партия Литвы и Беларуси (бел. Краёвая партыя Літвы і Беларусі, пол. Stronnictwo Krajowe Litwy i Białorusi) — политическая партия либерально-консервативного течения «краёвцев» в начале XX века, которая совмещала в своих программах «краевые» (автономистcкие) и либерально-консервативные лозунги.

## Основание партии
После издания царского манифеста от 6 августа 1905 о введении Государственной Думы как законосовещательного органа в Российской империи, лидеры Минского общества сельского хозяйства (Эдвард Войнилович, Александр Скирмунт, граф Ежи Чапский, князь Иероним Друцкий-Любецкий, Роман Скирмунт и др.) стали лидировать в разработке и реализации идей краёвости в их либерально-консервативном русле. Они первыми среди других сельскохозяйственных обществ Западного края сформулировали политическую программу к выборам в Думу, опубликованную 7 (20) октября 1905 на страницах газеты «Kurier Litewski» (№ 31, 1905 г.), и выступили с инициативой создания в будущей Думе отдельной фракции депутатов Западного края («Литвы и Руси»). Их программа призывала к консолидации всех политических сил Западного края, они постулировали необходимость либерально-консервативных реформ и введения автономии Западного края в рамкам Российской империи. Краёвцы видели своими союзниками прежде всего депутатов из польских губерний (Варшавского генерал-губернаторства).
После издания российским императором Николаем II манифеста 17 (30) октября 1905, придавшего провозглашённой ранее Государственной Думе (выборы в которую ещё не прошли) законодательный характер, лидерами МОСХ 17 (30) ноября 1905 г. было предложено создать либерально-консервативную «Краевую партию Литвы и Руси» для формирования в будущей Думе депутатской фракции «Краевой круг Литвы и Руси». Кроме того, они поддерживали идею русских либералов превратить Российскую империю в конституционную монархию. Первоначально в 1904—1906 годах «Краевая идея» была идеологией местных средне-зажиточных и зажиточных дворян (в основном, из Минской губернии), ставивших своей целью объединение сил сторонников развития и процветания «Литвы и Руси» (всего Западного края — Виленской, Ковенской, Гродненской, Минской, Витебской, Могилевской, Киевской, Волынской и Подольской губерний) как единого целого. Тогда как краёвцы-консерваторы являлись сторонниками «Ягеллонской идеи» — возрождения в отдаленном будущем государственного союза бывших земель Польского Королевства и Великого Княжества Литовского как федерации и конституционной монархии.
Однако «Краевая партия», которая бы консолидировала политические силы всего Западного края, не была создана, так как идеи краёвости не получили поддержки и отклика в украинских юго-западных губерниях (Киевской, Волынской и Подольской). Но, «Краевая идея» оказалась востребованной в литовско-белорусских губерниях: в начале 1906 рядом с либерально-консервативным направлением краёвости начало формироваться ещё одно — либерально-демократическое направление. Так, в 1905 Болеслав Яловецкий опубликовал книгу «Литва и её нужды. Национальный катехизис Литвы», а уже 15 (28) февраля 1906 г. в Вильно начала издаваться газета" Gazeta Wileńska "(1906), которая стала главным идейным центром краёвцев-демократов во главе с Михалом Ромером. Именно они пропагандировали реализацию идеи краёвости исключительно в пределах литовско-белорусских губерний, на что краёвцы-консерваторы согласились только в 1907—1908 годах. Однако в 1907—1908 годах деятельность краёвцев-демократов была мало заметной из-за вынужденного отъезда из Российской империи в конце 1906 года их лидера Михаила Ромера.

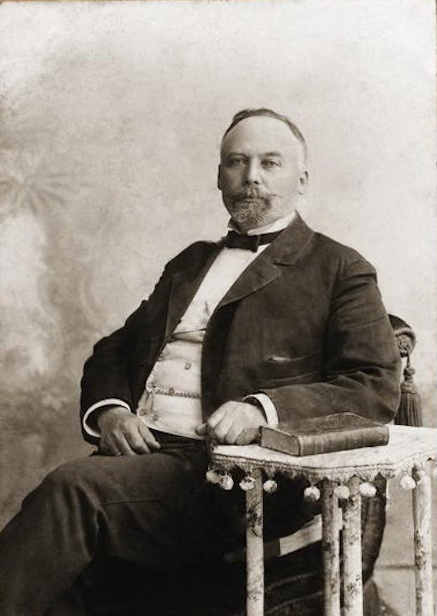
Эдвард Войнилович, Слуцк, 1910

20 февраля (5 марта) 1906 несколькими нормативными актами российский император Николай II ввел изменения структуры и принципов функционирования Государственного Совета Российской империи, который становился верхней палатой парламента, а Государственная Дума — нижней. Лидеры краёвцев-консерваторов, во главе которых стал Эдвард Войнилович, решили баллотироваться не только в верхнюю палату, с целью создать свои группы («коло») депутатов-краёвцев как в Государственной Думе, так и Государственном Совете, но и войти в коалицию с другими группами депутатов (в первую очередь — из западных и собственно польских губерний). Лидеры краёвцев-консерваторов, которые, как правило, были лидерами сельскохозяйственных обществ Западного края, решили баллотироваться в верхнюю палату парламента (Государственный Совет), которая была более престижной палатой, а менее влиятельные (и младшие по возрасту) члены обществ — в нижнюю палату (Государственную Думу).
На выборах в 1906 г. в I Государственную Думу и Государственный совет Российской империи краёвцев-консерваторов, которых возглавил Эдвард Войнилович, ждал успех, благодаря их активности, интеллектуальным и организационным способностям. В 1906 г. в Государственном Совете была создана группа депутатов «Коло Литвы и Руси» (9 депутатов от всех девяти западных губерний — во главе с Эдвардом Войниловичем), которая соединилась с группировкой депутатов «Коло Королевства Польского» (7 депутатов) и двумя другими депутатами, создав большую коалицию под названием «Польское коло» в Государственном Совете, во главе которой в с 1906 по 1908 годы находился Эдвард Войнилович, главный лидер краёвцев-консерваторов. Само же «Польское коло» в Государственном Совете в 1906—1917 гг. всегда входило в состав депутатской группировки, т.н. «Центра». А в I Государственной Думе краёвцам-консерваторам удалось создать депутатскую группировку (20 человек — в том числе краёвцы-демократы) под названием «Краевой круг Литвы и Руси» (или «Депутатское коло Литвы и Руси»), которая объединилась в нижней палате с депутатами от польских губерний (т.н. «польским коло из Королевства Польского») и составила ядро думской депутатской группы «Союз автономистов», в которую кроме того вошли все национальные группы депутатов (63 депутата — украинцы, татары, латыши, и др.). Полностью эта большая думская коалиция «Союз автономистов» (1906) насчитывала в I Государственной Думе от 115 до 120 человек и была сильным объединением сил для достижения децентрализации управления национальными регионами Российской империи, в том числе автономии Западного края в Российской империи . «Союз автономистов» возглавил депутат Александр Ледницкий, который был выбран от Минской губернии при поддержке главного лидера краёвцев-консерваторов Эдварда Войниловича и действовал в его интересах
Таким образом, краёвцам-консерваторам удалось организовать значительные коалиции как в Совете, так и Думе, с помощью которых они стремились сохранить право частной собственности на землю, провести либерально-консервативные реформы, добиться автономии Западного края со своим парламентом в Вильнюсе (например, по образцу Великого Княжества Финляндского) или по крайней мере равенства края в правах с другими губерниями Российской империи: расторжения «исключительных законов» и правовых ограничений относительно «лиц польского происхождения»; введения в земствах западных губерний (рус.) русск., чего не было там по причине Январского восстания 1863—1864 гг.
Однако I Государственная Дума просуществовала недолго и была распущена, а лидеру краёвцев-консерваторов Эдварду Войниловичу удалось лишь наладить хорошие отношения с председателем Совета министров Российской империи (1906—1911) Петром Столыпиным, который пообещал способствовать введению земств в западных губерниях и даже летом 1906 предложил Войниловичу должность заместителя министра земледелия в своём правительстве, хотя Войнилович отказался от должности.
Вероятно, кульминационным моментом доминирования консервативного течения краёвцев было устное обращение лидера краёвцев-консерваторов Эдварда Вайниловича в 1907 с предложением ввести автономию управления Заходним краем, которое было озвучено Войниловичем в ходе аудиенции российского императора Николая II с группой отдельных членов Государственного Совета, для чего Войнилович смело вышел за рамки протокола встречи. Прошение об автономии не имело никакой реакции российского императора, но российская власть (в первую очередь, Столыпин) не оставила без внимания вопрос о введении земств в западных губерниях.
На выборах 1907 года во II Государственную Думу из-за активного вмешательства российского правительства уменьшилось число депутатов-краёвцев от Западного края до 11 лиц, но и II Государственная Дума просуществовала недолго и была неэффективной. Чтобы восстановить своё влияние в нижней палате парламента, 17 июня 1907 краёвцы-консерваторы в Вильнюсе учредили «Краёвую партию Литвы и Белоруссии», но только один её член получил депутатский мандат в III Государственной Думе.
Большим достижением деятельности краёвцев-консерваторов (в чём была в первую очередь персональная заслуга их лидера в Государственном Совете Российской империи — Эдварда Войниловича) было введение российским правительством в 1911 земств в 6 из 9 западных губерний (хотя и со значительными ограничениями) — в Минской, Могилевской, Витебской, Киевской, Волынской и Подольской губерниях, что поспособствовало экономическому и культурному развитию этих земель. Эта реформа была проведена российским правительством, хотя даже во времена апогея своего доминирования краёвцы-консерваторы всегда были в количественном меньшинстве как в Государственной Думе, так и в Государственном Совете.
В 1908 году партия исчезла с политической сцены. В публицистических выступлениях партийных лидеров социальные элиты (владевшие дворянством) воспринимались как главный субъект общественной и политической жизни. Утверждение о том, что лицо земли определяется простым народом, а не дворянством (Роман Скирмунт), носило скорее декларативный характер и было призвано заставить зажиточных дворян осознать необходимость учитывать интересы социальных низов литовской (белорусской) общественности.

## Во время Первой Мировой Войны
Основная статья: Королевство Литовско-белорусское
Первая мировая война (1914–1918 гг.) оказалась критическим этапом в развитии белорусского национального движения. Несмотря на разрушительные последствия войны для региона, она стимулировала этнокультурное пробуждение и способствовала консолидации белорусской политической элиты вокруг идеи независимости страны. Этот период также возродил основную краевую идею - концепцию воссоздания Великого Княжества Литовского (ВКЛ) на новых политических началах. В декабре 1915 года в Вильно был опубликован манифест Конфедерации ВКЛ, подписанный представителями белорусского, литовского и польского социалистического движения, а также умеренными еврейскими политическими деятелями. В тот же период была предложена концепция создания “соединенных штатов” народов Беларуси, Литвы и Украины, простирающихся от Балтийского до Черного моря.
Инициаторами создания Великого княжества Литовско-Белорусского в 1918 году выступили руководители консервативного коренного католического и польскоязычного сословного среднего класса и зажиточного дворянства Минской губернии, многие из которых были руководителями и членами Минского земледельческого общества. Общества (МЦГ) , а также бывших представителей "Краёвцев", ранее требовавших (в 1905-1907 гг.) от российского правительства и общества политической автономии литовско-белорусских губерний (Северо-Западный регион) в России . Лидером местных консерваторов стал Эдвард Войнилович, председатель МТСГ. Апогей влияния либерально-консервативного направления «регионализма» на литовско-белорусских землях пришелся на 1905-1911 годы, но и после этого лидеры либерально-консервативного направления «регионализма» в Минске, Могилеве и Витебская губерния не отказалась от идеи политической субъектности Литвы – белорусских земель в той или иной форме. Еще во времена Российской империи минские консервативные дворяне на закрытых заседаниях Минского земледельческого общества высказывали, что планируемое независимое Литовско-белорусское государство должно иметь конституционно-монархический строй и поддерживать либерально-консервативные ценности (уважение права на частная собственность; юридическое равенство всех языков, культур и религий); поддержка семейных ценностей и религиозности; развитие системы образования и всеобщей грамотности и т. д.) . Карл Незабытовский (1865-1952), один из руководителей общества, однажды афористически заявил на заседании Минского земледельческого общества, что «республика» приведет к «режь публику». Планировалось, что столицей Королевства будет Вильня.

## Преемники Краевой Партии

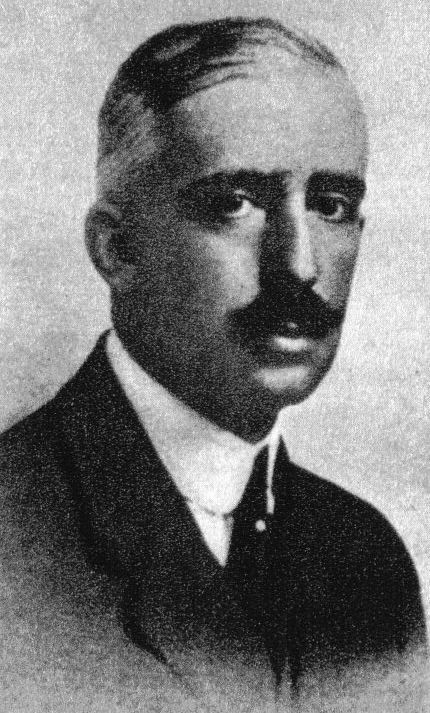
Януш Радзивилл, видный деятель Виленских консерваторов

### Виленские консерваторы(1918-1939)
«Виленские консерваторы» («зубры», «виленские зубры», «кресовские зубры») в межвоенной Польше (1918-1939) в известной степени стали продолжателями либерально-консервативного течения краёвцев, представляли собой политическую группу конституционного-монархический и консервативный характер, представленный главным образом, коренным католическим и польскоязычным средним классом и богатым дворянством Западной Белоруссии и связанной с ней интеллигенцией (князь Евстафий Сапега, князь Януш Радзивилл, князь Альбрехт Радзивилл, граф Ян Тышкевич и др.). Они основали свою газету «Слово» (1922–1939), главным редактором которой был Станислав Мацкевич (1896–1966).
Виленские консерваторы считали себя потомками Великого княжества Литовского, высказывались за восстановление монархической и федеративной Речи Посполитой в границах 1772 года, выступали за присоединение к Польше территорий бывших Минской, Витебской и Могилевской губерний и создания после того польско-белорусской федерации. Они выступали противниками польских социалистов и «эндеков»; требовали уважения права частной собственности, католицизма и других вероисповеданий; высказывались за децентрализацию и развитие местного самоуправления; за стимулирование экономического развития Западной Беларуси и доступ белорусам на государственные должности, за поддержку православной церкви и введение белорусского языка в православное богослужение; благосклонно-нейтрально относились к формированию белорусского национального сознания у белорусскоязычных крестьян Польши, однако сами окончательно ассимилировались и включались в состав польского этноса.
Поддержали майский переворот (1926), имели определённое время двух министров в правительстве, а также были представлены в сейме и сенате Польши, где входили в состав беспартийного блока сотрудничества с правительством (BBWR), который поддерживал Юзефа Пилсудского. В 1935 году из-за ослабевания политических позиций были вынуждены пойти на союз с польскими «эндеками». С началом Второй мировой войны в 1939 году перестали существовать как политическая группировка.

## Галерея

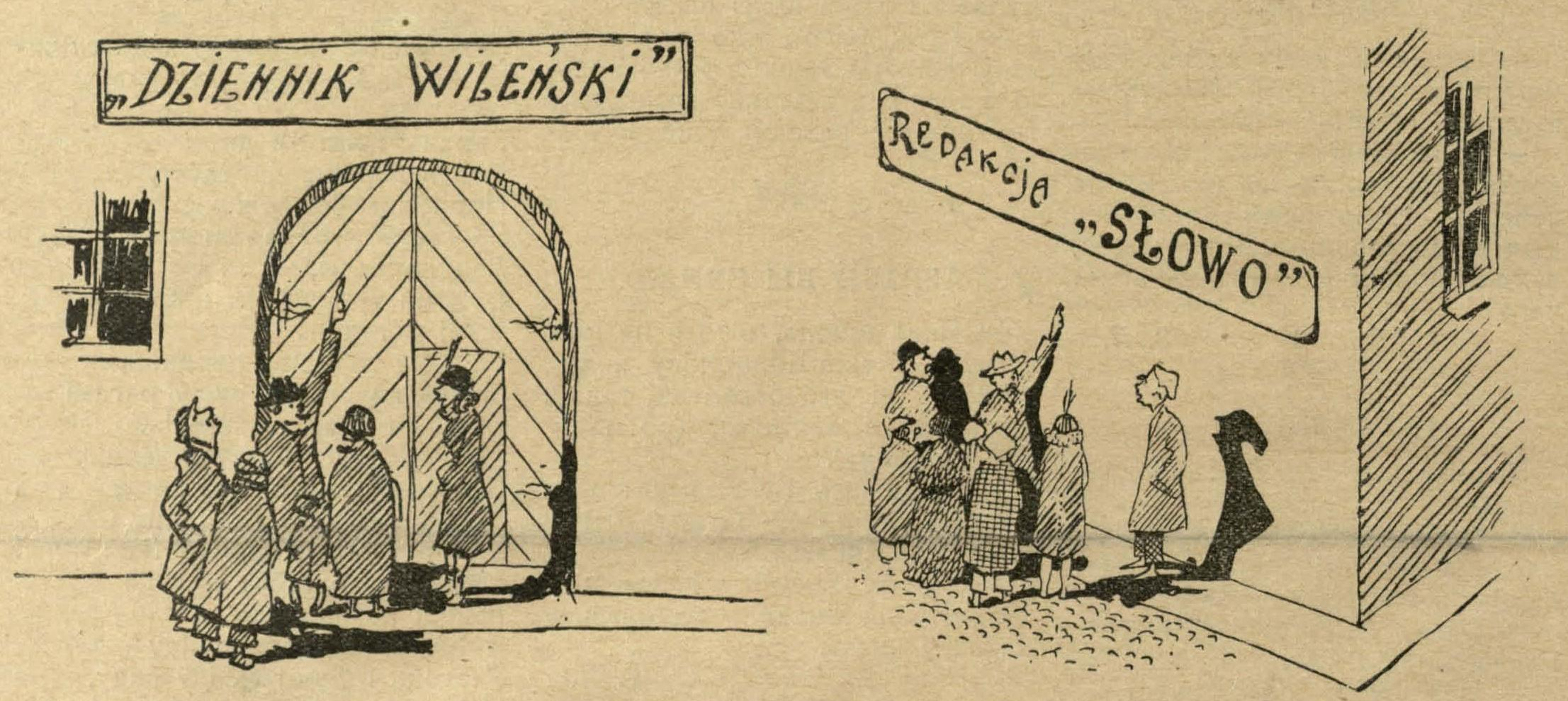
Карикатура в западнобелорусской газете «Маланка» (1926, № 13) для газеты «Слово»: Прогулка по Вильнюсу. Преподаватель, показывая студентам-экскурсантам «завоевания польской культуры» в Вильнюсе. А теперь вам нужно посетить редакцию «Slowo», где для Польши готовят короля, который даст нам спасение, и будет так притеснять проклятых белорусов, что даже их духа не будет нигде